# Agartala
Agartala (en bengalí: আগরতলা) es una ciudad de la India. Es la capital del Estado de Tripura. Según el censo de 2011, tiene una población de 400.004 habitantes.
Se localiza cerca de la frontera con Bangladés, delante del río Haroa, en una llanura exhaustivamente cultivada. Es el centro comercial de la zona, teniendo dentro de su territorio el palacio del Majarás, un templo y varios colegios afiliados a la Universidad de Calcuta.

## Historia

### Fundación
Agartala fue la capital del estado principado Swadhin Tripura, después de que el majarash Krisna Kishore Manikia (1830-1849) trasladara la capitalidad desde Rangamati a la Vieja Haveli y de allí a la Nueva Haveli (nombre primitivo de Agartala, en 1849) a causa de las oleadas de invasiones, para poder contar con una buena comunicación con la Bengala británica.

### Municipalidad
El municipio de Agartala se estableció durante el reinado del majarás Chandra Manikya (1862-1896), con 3 millas cuadradas y 875 personas, por decreto real, en 1871.

### Ciudad planificada
El planeamiento de la ciudad llegó de mano del majarash Bir Bikram Manikya. Durante su gobierno toda la población fue reorganizada en cuanto a trazado e infraestructuras. Se planearon nuevas calles, mucho más anchas, y un gran edificio para el mercado.

## Geografía y clima
Las coordenadas geográficas de la ciudad son 23°50′24″N 91°16′48″E / 23.84000, 91.28000. El terreno está elevado unos escasos 16 metros. La ciudad se sitúa sobre una llanura, a orillas del río Haora. A través de la zona norte de la ciudad se extieden unas pequeñas colinas.
Agartala presenta un clima sin cambios extremos de temperatura.
- Verano: (de marzo a junio): calor
- Monzón: (de julio a septiembre): calor y humedad
- Invierno (de octubre a febrero): templado

## Localidades
Lista de las principales poblaciones del municipio:
- Abhoynagar
- Agartala
- Amtali
- Arundhutinagar
- Banamalipur
- Bardowali
- Bhati Abhoynagar
- Bottala
- College Tilla
- Dhaleshwar
- Durjoynagar
- Gol Bazaar
- Gurkha Basti
- Indiranagar
- Joynagar
- Krisna Nagar
- Kunjaban
- Melarmath
- Nuevo Complejo Capital
- Radhanagar
- Ramnagar
- 79 Tilla
- Shibnagar